# كوفيا (غذاء)

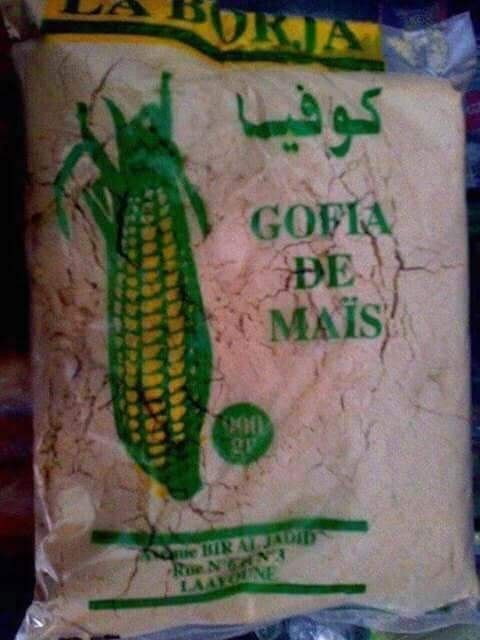
كيس من الݣوفيا بعيار 900 غرام.

ݣوفيا (بالإسبانية: Gofio)‏ (بالأمازيغية الغوانشية: ⴳⵓⴼⵢⵓ، ݣوفيو اسم مذكر يعني "كومة")هي غذاء يحضر أساسًا من الذرة المطحونة والمحمصة، يتم خلطها في الغالب مع الماء والسكر والحليب لصناعة شراب ݣوفيا أصلها من جزر الكناري وكانت في السابق أحد الأغدية الرئيسة لسكان الجزر الأصليين الغوانش. الإستعمار الإسباني وهجرة الكناريين نشرت الݣوفيا في دول أمريكا الإسبانية والمغرب والصحراء الغربية.

## انظر كذلك

### روابط خارجية
- "Produits de la terre". grancanaria.com. مؤرشف من الأصل في 2021-06-10. اطلع عليه بتاريخ 10 juin 2021. {{استشهاد ويب}}: تحقق من التاريخ في: |تاريخ الوصول= (مساعدة).
- "Le gofio : ingrédient traditionnel de la gastronomie de Tenerife". webtenerifefr.com. مؤرشف من الأصل في 2022-08-18. اطلع عليه بتاريخ 10 juin 2021. {{استشهاد ويب}}: تحقق من التاريخ في: |تاريخ الوصول= (مساعدة).